# 1986 Plaut
1986 Plaut eller 1935 SV1 är en asteroid i huvudbältet som upptäcktes den 28 september 1935 av den holländske astronomen Hendrik van Gent i Johannesburg. Den har fått sitt namn efter den holländske astronomen Lukas Plaut.
Asteroiden har en diameter på ungefär 8 kilometer och den tillhör asteroidgruppen Themis.